# ママ・カックス

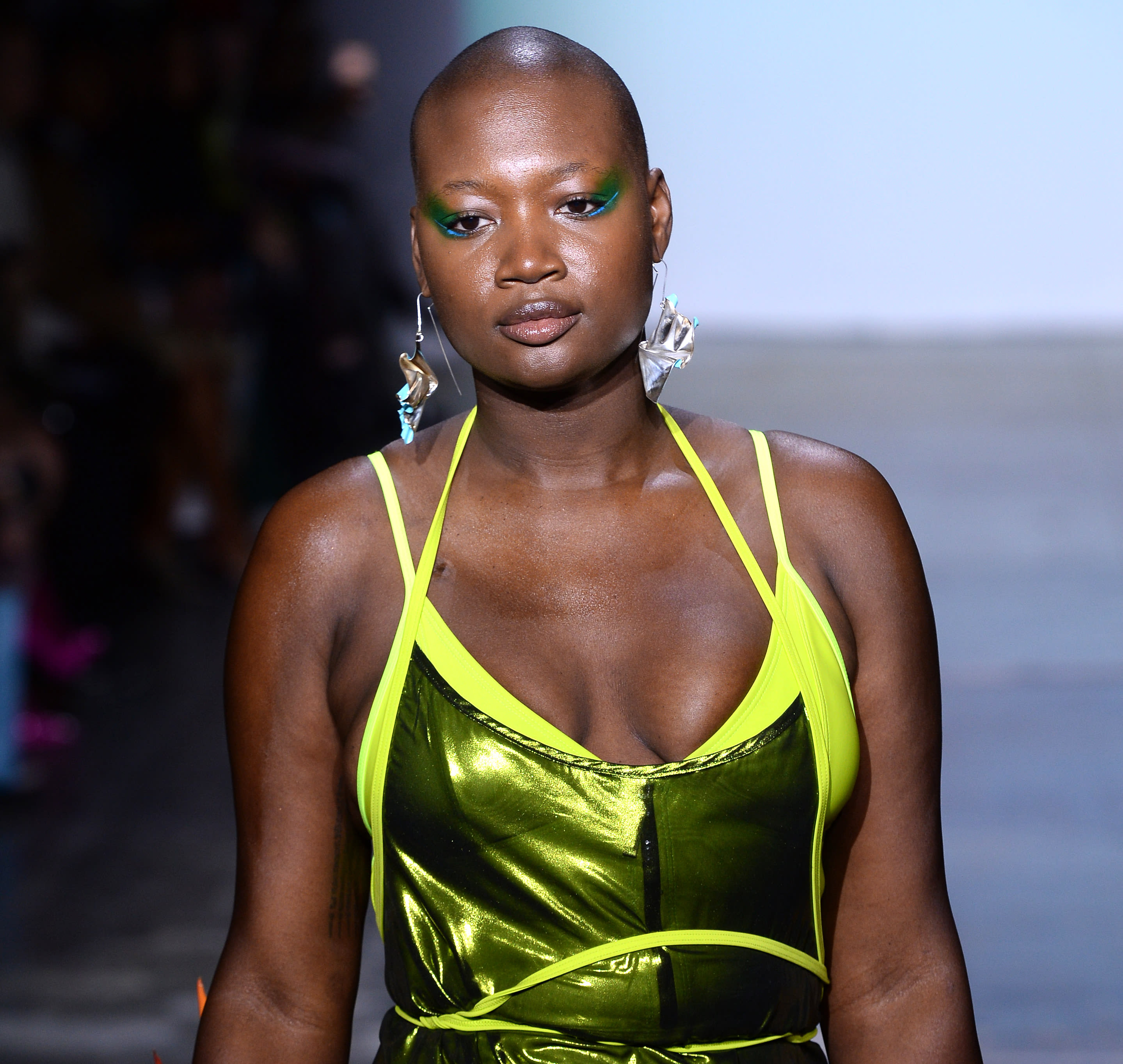
ママ・カックス

ママ・カックス （Mama Cax、1989年11月20日 - 2019年12月16日）は、アメリカ合衆国のモデル、障害者の権利活動家。

## 経歴
ニューヨークにキャスミー・ブルタス（Cacsmy Brutus）として生まれたが、ハイチで幼少期を送る。14歳で骨肉腫および肺癌と診断され、余命三週間を宣告される。2年後、股関節置換術の失敗により右脚を失った。彼女は後に、自信を取り戻すのに数年かかり、数年間義足であることを隠したと証言している。 
彼女は国際関係の学士号と修士号を取得。 
18歳のときに車椅子バスケットボールに出会う。2016年9月15日に、ホワイトハウスに招待され、 バラクとミシェル・オバマによるファッションショーに出演。 当時、彼女は勉学を終えるまでの間、ニューヨーク市長の事務所に勤務していた。 

## モデルとして
2017年にニューヨークのモデル・エージェントのJAGモデルスと契約。 彼女は2018年のニューヨーク・ファッション・ウィークでデビューし、「美のスタンダード」の変革を目指したベッカ・マキャレンのデザインによる水着を披露し、その年、ジリアン・メルカード、チェルシー・ワーナーと共にティーン・ヴォーグの表紙を飾った。 
2019年、オライ社による日焼け止めの市場キャンペーンの顔として採用される。また、 リアーナが立ち上げたブランド「フェンティ・ビューティ」のショーにも参加。その年の10月には、車椅子でニューヨークマラソンに参加することを表明した。 

## 私生活
2019年12月にロンドンの病院に入院し、激しい腹痛と肺の血栓に苦しんだ。しかし、病状は回復せず、病院で死亡。

## 注
1. ↑  “Model-activist Mama Cax dead at 30”. Page Six Style (2019年12月20日). 2019年12月21日閲覧。
2. 1 2 3 4  Adrian Hortan (2019年12月20日). “Boundary-breaking model Mama Cax dies at 30”. The Guardian 2019年12月21日閲覧. "Mama Cax, a boundary-breaking model, activist and advocate for the fashion industry’s inclusion of differently abled models and people of color, has died of complications from a weeklong illness, her family announced on Friday, via social media. She was 30."
3. ↑  “Fashion Blogger and Cancer Survivor Mama Cax Talks Body Positivity, Self-Care, and the Skincare Products Behind Her Gorgeous Glow”. Health.com (2019年4月18日). 2019年12月21日閲覧。
4. ↑  “Mama Cax on Her Amputation, Beauty, and Body Positivity: “I Felt Pride, and That Changed Everything””. Glamour (2017年5月3日). 2019年12月21日閲覧。
5. ↑  “Mama Cax Shares How Losing a Leg Didn’t Make Her Feel Any Less Beautiful (VIDEO)”. allure (2016年10月26日). 2019年12月21日閲覧。
6. ↑  “Mama Cax: What losing a leg taught me about beauty”. NBC News (2019年7月22日). 2019年12月21日閲覧。
7. ↑  “About”. mamacax.com. 2019年12月21日閲覧。
8. ↑  “Model-Activist Mama Cax on Traveling with a Disability”. HERE Magazine (2018年). 2019年12月21日閲覧。
9. ↑  “The Chromat Runway Continues to Champion Body Diversity”. PAPER Magazine (2018年9月8日). 2019年12月21日閲覧。
10. ↑  “This Model-Activist and Amputee’s Runway Walk Just Lit Up the Chromat Show”. Vogue (2018年9月8日). 2019年12月21日閲覧。
11. ↑  “Mama Cax Teams Up With Olay To Open The Dialogue On SPF And Protecting Black Skin”. Essence (2019年3月26日). 2019年12月21日閲覧。
12. ↑  “No One’s Gonna Miss The Victoria’s Secret Fashion Show”. BuzzFeed (2019年11月25日). 2019年12月21日閲覧。
13. ↑  “Model Mama Cax Is Hand Cycling The NYC Marathon — Here’s How She Trains”. Bustle (2019年10月29日). 2019年12月21日閲覧。
14. ↑  “Mama Cax Has Passed Away at 30”. Teen Vogue (2019年12月20日). 2019年12月21日閲覧。